# Newton Faulkner
Sam Newton Battenberg Faulkner (Reigate, Surrey, Engeland, 11 januari 1985) is een Britse muzikant. Hij is bekend om zijn stijl van gitaar spelen. Hij gebruikt veel percussie door met zijn handen op de body van de gitaar te slaan.

## Carrière
Newtons eerste album kwam uit op 30 juli 2007. De naam van dit album is Hand Built By Robots. Op dit album staan eigen nummers en ook een cover (het nummer Teardrop van Massive Attack).

### Discografie
| Titel                  | Jaar release |
| ---------------------- | ------------ |
| Hand Built By Robots   | 2007         |
| Rebuilt By Humans      | 2009         |
| Write It On Your Skin  | 2012         |
| Studio Zoo             | 2013         |
| Human Love             | 2015         |
| Hit the Ground Running | 2017         |